# Bājūlī
Bājūlī (persiska: باجولی) är en ort i Iran.   Den ligger i provinsen Kohgiluyeh och Buyer Ahmad, i den centrala delen av landet, 600 km söder om huvudstaden Teheran. Bājūlī ligger 2 113 meter över havet och antalet invånare är 203.
Terrängen runt Bājūlī är kuperad åt nordost, men åt sydväst är den bergig. Runt Bājūlī är det ganska glesbefolkat, med 25 invånare per kvadratkilometer. Närmaste större samhälle är Deh-e Bozorg-e Fīrūzābād, 19,0 km norr om Bājūlī. Omgivningarna runt Bājūlī är i huvudsak ett öppet busklandskap.